# IC 998/2
IC 998/2 је спирална галаксија у сазвијежђу Дјевица која се налази на листи објеката дубоког неба у Индекс каталогу.
Деклинација објекта је - 4° 27' 10" а ректасцензија 14h 20m 0,0s. Привидна величина (магнитуда) објекта IC 998 износи 14,7 а фотографска магнитуда 15,5. IC 9982 је још познат и под ознакама MCG -1-37-1, PGC 1057935.